# Eggtown (Lost)
Eggtown este un episod din seria Lost, sezonul 4